# Alperton (stanice metra v Londýně)
Alperton je stanice metra v Londýně, otevřena byla 28. června 1903. Původní název byl Perivale-Alperton. Nachází se na lince :
- Piccadilly Line (mezi stanicemi Park Royal a Sudbury Town)

| Rok  | Počet cestujících |
| ---- | ----------------- |
| 2011 | 2,95 mil          |
| 2012 | 2,89 mil          |
| 2013 | 2,96 mil          |
| 2014 | 3,17 mil          |